# Oldenburgische T 1
Die Dampflokomotiven der Gattung T 1 der Oldenburgischen Staatseisenbahnen waren zweifach gekuppelte Tenderlokomotiven für den Rangier- und Bauzugdienst. Es gab zwei Bauarten, von denen die jüngere noch als Baureihe 98.74 in den Bestand der Deutschen Reichsbahn gelangt ist.

## Gattung T 1
Die erste Bauart, als T 1 bezeichnet, entstand in Zusammenarbeit mit der Firma Krauss in der eigenen Bahnwerkstätte der Gesellschaft. Die 12 zwischen 1871 und 1873 gebauten recht kleinen Lokomotiven gehören zu den wenigen, die speziell für die oldenburgische Bahn entwickelt wurden. Sie hatten bei einer Leermasse von 11,3 t eine Länge über Puffer von 6.436 mm, einen zulässigen Kesseldruck von 10 bar sowie 40 km/h zulässige Höchstgeschwindigkeit.
Diese Lokomotiven (Bahnnummern 47 bis 62) erhielten zum Teil skurril wirkende Namen wie Schnipp, Schnapp, Schnurr, Tick, Tack oder Tuck. Ihre Ausmusterung erfolgte bereits vor Gründung der Deutschen Reichsbahn.

## Gattung T 1.2
Zwischen 1888 und 1892 beschaffte die Oldenburgische Staatseisenbahn weitere 18 Stück zweifach gekuppelte Tenderlokomotiven, die als Gattung T 12 bezeichnet wurden. Anstatt eines erneuten Eigenbaus wurden die Maschinen bei der Hohenzollern AG in Düsseldorf bestellt. Diese Untergattung wurde ebenfalls speziell für die oldenburgische Bahn konstruiert.
Gegenüber der Ursprungsausführung hatten die Lokomotiven einen um 2 bar höheren Kesseldruck, einen um 110 mm größeren Kuppelrad- und einem um 5 mm größeren Zylinderdurchmesser. Die Höchstgeschwindigkeit wurde auf 45 km/h erhöht. Das beengte Führerhaus hatte abweichend von der gängigen Bauart ein nach vorne und hinten abfallend gewölbtes Dach.
Fünf Exemplare dieser Bauart wurden noch von der Deutschen Reichsbahn als 98 7401–98 7405 übernommen. Die letzten beiden Lokomotiven wurden 1933 ausgemustert.